# 利佩里

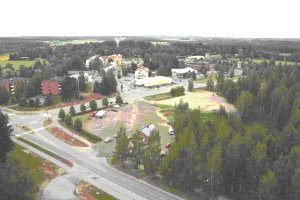

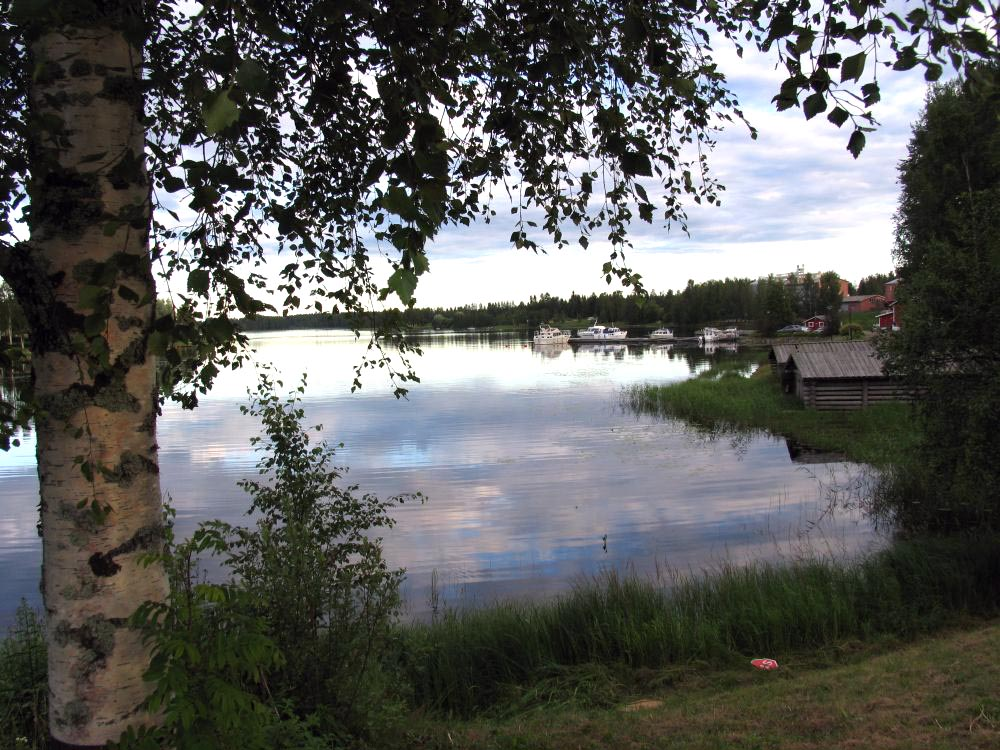

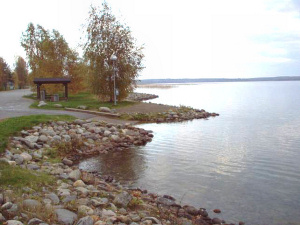

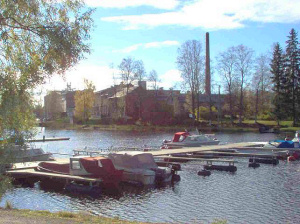

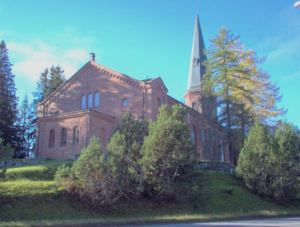

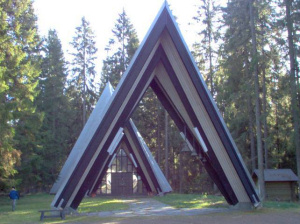

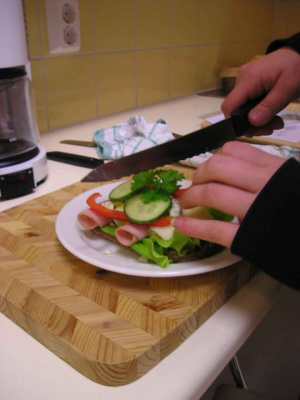

利佩里是芬蘭的城鎮，位於該國東部，由東芬蘭省負責管轄，距離約恩蘇20公里，始建於1875年，面積1,161平方公里，2013年人口12,288，人口密度為每平方公里16.9人。

## 外部連結
- Municipality of Liperi – Official website
- Liperi gymnasium